# Max Rollmann

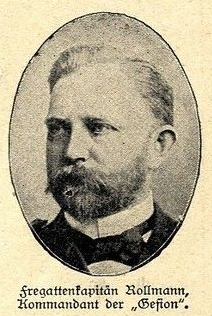
Fregattenkapitän Max Rollmann, 1900

Max Heinrich Ludwig Rollmann (* 13. Februar 1857 in Stralsund; † 1. September 1942 in Berlin-Lichterfelde) war ein deutscher Admiral der Kaiserlichen Marine.

## Leben

### Herkunft
Max Rollmann war ein Sohn des Professors Dr. phil. Wilhelm Rollmann, Oberlehrer für Mathematik und Naturwissenschaften am Gymnasium Stralsund. Einer seiner jüngeren Brüder, Julius (1866–1955), wurde später Bauingenieur, Baudirektor in Tsingtau und Ministerialrat.

### Militärkarriere
Am 8. April 1873 trat Rollmann als Kadett in die Kaiserliche Marine ein. Er absolvierte zunächst seine Grund- und Schiffsausbildung, besuchte von Oktober 1873 bis Mai 1874 die Marineschule und wurde anschließend auf die Kronprinz versetzt. Am 1. Oktober 1874 erfolgte seine Versetzung auf die Hertha, mit der Rollmann eine Auslandsreise nach Ostasien und in den Südpazifik unternahm. Von Samoa aus trat er Ende Oktober 1876 seine Heimreise nach Deutschland an, war bei der II. Matrosendivision in Wilhelmshaven tätig, absolvierte Lehrgänge und avancierte Mitte Februar 1877 zum Unterleutnant zur See. Nach einer Verwendung auf der Panzerfregatte König Wilhelm sowie erneut bei der II. Matrosendivision war er in der Folge Wachoffizier auf der Friedrich Carl und der Freya. Als Leutnant zur See (seit November 1880) war er von Ende Oktober 1881 bis Ende April 1882 Kompanieoffizier bei der II. Matrosendivision, fungierte bis Ende September 1882 als Wachoffizier auf dem Vermessungsschiff Drache und wurde anschließend als militärischer Assistent zum Observatorium Wilhelmshaven kommandiert.
Am 1. Mai 1883 wurde Rollmann Wachoffizier und Instrukteur auf dem Torpedoschulschiff Blücher unter dem späteren Großadmiral Tirpitz. Von Ende April bis Ende September 1884 war er Wachoffizier auf dem Panzerkanonenboot Crocodill, kehrte anschließend wieder auf die Blücher zurück und diente zugleich Ende April/Anfang Mai 1885 als Kommandant des Torpedobootes Schütze. Am 1. Oktober 1885 wurde er zur Dienstleistung zur Admiralität kommandiert, kehrte Mitte März 1886 wieder auf die Blücher zurück und war ab 1. Oktober 1886 Referent beim Torpedoversuchskommando. Während dieser Verwendung war Rollmann bis Ende April 1887 an Bord der Elisabeth und dann als Navigationsoffizier auf der Blücher. In dieser Eigenschaft wurde er am 15. November 1888 zum Kapitänleutnant befördert. Am 1. April 1889 kam er für ein Jahr als Navigationsoffizier auf die Irene, kehrte dann in seine Funktion beim Torpedoversuchskommando zurück und war zugleich bis Ende Oktober 1890 an Bord der Blücher sowie anschließend als Kommandant auf dem Aviso Greif. Rollmann wurde am 1. Oktober 1891 als Kompanieführer zur I. Torpedoabteilung versetzt und war zugleich Kommandant des Torpedodivisionsbootes D 1 sowie von Ende April bis Ende Oktober 1892 Chef der 1. Torpedobootsdivision. Vom 1. April bis zum 19. August 1893 diente er als Navigationsoffizier auf dem Panzerschiff Friedrich der Große, kam anschließend für einen Monat als Flaggleutnant zum Stab der II. Division des Manövergeschwaders und wurde im Reichsmarineamtes in die Militärische Abteilung (A I) des Allgemeinen Marinedepartements (A) versetzt. Hier stieg Rollmann am 8. April 1895 zum Korvettenkapitän auf.
Von Ende September 1897 bis Mitte August 1898 war er mit einer kurzen Unterbrechung Kommandant des Küstenpanzerschiffs Ägir. Anschließend stand Rollmann zur Verfügung der II. Marine-Inspektion, trat die Ausreise nach Hongkong an und war vom 7. Dezember 1898 bis zum 9. Januar 1901 Kommandant des Kleinen Kreuzers Gefion beim Ostasiatischen Kreuzergeschwader. Zwischenzeitlich Mitte Dezember 1899 zum Fregattenkapitän aufgestiegen, war er anschließend mit der Wahrnehmung der Geschäfte des Gouverneurs von Kiautschou beauftragt und wurde am 28. Mai 1901 Kapitän zur See. Von Tsingtau trat Rollmann am 8. Juni 1901 die Heimreise an, war dann zunächst zur Dienstleistung zum Reichsmarineamt kommandiert und wurde am 1. Oktober 1901 als Dezernent für Angelegenheiten des Gouvernements Kiautschou in die dortige Abteilung (A III) im Allgemeinen Marinedepartement (A) des Reichsmarineamtes versetzt. Zugleich war er ab dem 1. Oktober 1902 außerordentliches Mitglied des Reichsmilitärgerichts. Vom 15. Oktober 1904 bis zum 29. September 1906 folgte eine Verwendung als Kommandant des Linienschiffs Kaiser Wilhelm der Große. Anschließend wurde Rollmann als Kommodore mit der Wahrnehmung der Geschäfte des Zweiten Admirals des I. Geschwaders der Hochseeflotte beauftragt und am 27. April 1907 unter Beförderung zum Konteradmiral in diese Stellung ernannt. Mit der Ernennung zum Direktor des Konstruktionsdepartements (K) kehrte er am 1. Oktober 1907 in das Reichsmarineamt zurück, avancierte am 27. Januar 1910 zum Vizeadmiral und war zugleich vom 2. August bis 9. September 1910 sowie vom 14. August bis zum 28. September 1912 Chef des III. Geschwaders. Unter Verleihung des Charakters als Admiral wurde Rollmann am 12. November 1913 mit Pension zur Disposition gestellt.
Er war Inhaber der Roten Adlerordens II. Klasse mit Krone und Stern sowie des Kronen-Ordens I. Klasse.
Rollmann kann zur sogenannten „Torpedobande“ (engl. „Torpedo Gang“) um Alfred Tirpitz gezählt werden, welche ab 1877 das Torpedowesen der Kaiserlichen Marine maßgeblich beeinflusste und taktisch lenkte.

### Familie
Ende Dezember 1894 hatte Rollmann in Jena Charlotte Eggeling (1871–1939), Tochter des Kurators der Universität Jena, Heinrich von Eggeling (1838–1911), und der Charlotte Marie Gertrude Westermann (1844–1919) und Schwester von Bernhard von Eggeling, geheiratet. Sein Bruder Julius hatte im Oktober 1894 mit Else Eggeling bereits eine Angehörige aus der Familie Eggeling geheiratet.